# 称名念仏
称名念仏（しょうみょうねんぶつ）とは、仏の名号、特に浄土教においては「南無阿弥陀仏」の名号を口に出して称える念仏（口称念仏）をいう。「称名」とは、仏・菩薩の名を称えること。また諸仏が阿弥陀仏を称讃することもさす。宗旨により、「称名念仏」を行として捉える場合と、非行として捉える場合がある。

## 概要

### 歴史
初期の仏教では、六隨念や十隨念の第一である「仏隨念」を「念仏」と呼ぶ。
原始経典の「南無仏」のように口称念仏として仏の名を呼ぶことによって、仏を具体的に感得しようとする信者たちの願いが生じる。常に信者たちの実践と結びついていたのは「阿弥陀仏への念仏」であった。
『般舟三昧経』では、諸仏現前三昧の代表として阿弥陀仏の念仏が説かれ、これが天台宗の常行三昧のよりどころとなる。
中国では、念仏の流れとして慧遠の白蓮社の観想念仏、道綽の弟子善導による称名念仏、慧日による慈愍流の禅観的念仏の三流が盛んになる。このように阿弥陀仏の念仏については、おおむね3つの形態がある。
日本においては、「称名念仏」が平安時代末期には主流を占め、名号を称える道を歩めば、末法の濁世でも世尊の教えを理解できると説かれ、浄土教の根幹をなす。また名号の中でも「南無阿弥陀仏」と称える称名念仏が中心となる。そのような動き中で鎌倉時代中期には一遍などにより、より具体的に歓喜のこころを身振りや動作の上に表そうと「踊り念仏」が派生する。
この「称名念仏」を純粋な形で人間生存の根底にすえ生きる力を求めたのは、良忍の融通念仏であり、さらに法然や親鸞の教えであった。

### 『佛説無量寿経』
『佛説無量寿経』には、阿弥陀仏に現世で救われて「南無阿弥陀仏」と念仏を称える（称名）身になれば、阿弥陀仏の浄土（極楽浄土）へ往って、阿弥陀仏の元で諸仏として生まれることができると説かれている。
その故は、法蔵菩薩（阿弥陀仏の修行時の名）が、48の誓願「四十八願」を建立する。その「第十八願」（=本願）に
「設我得佛 十方衆生 至心信樂 欲生我國 乃至十念 若不生者 不取正覺 唯除五逆誹謗正法」
意訳 「わたしが仏になるとき、すべての人々が心から信じて、わたしの国に生まれたいと願い、わずか十回でも念仏して、もし生れることができないようなら、わたしは決してさとりを開きません。ただし、五逆の罪を犯したり、仏の教えを謗るものだけは除かれます。」
と誓う。そしてすべての願が成就し、阿弥陀仏に成ったと説かれていることによる。

### 人物
- 中国浄土教

善導
中国唐代初期に活動した善導は、「憶念」と「称名」（称える）とは同一であると主張して、称名念仏を勧めた。
観想念仏のように阿弥陀仏や浄土を心の中でイメージ化する瞑想は特に必要でない。したがって、特別な修行（例：日本天台宗の常行三昧）や浄土を観想するための建築空間（寺院・堂）や宗教美術（仏像・仏画）は不要となり、時間と空間を問わず誰でも称名念仏できるため、幅広い層の民衆に対する浄土教の普及に貢献した。
- 日本浄土教

円仁
日本においては、平安時代初期に活動した天台宗の僧・慈覚大師円仁は、入唐の際に五台山竹林寺を訪れて法照の流れを汲む念仏を日本に持ち帰った。これは五会念仏とも五台山念仏ともいわれ、独特の声明による称名念仏が特徴である。これが日本の称名念仏の源泉となった。
空也
観想を伴わず、ひたすら「南無阿弥陀仏」と口で称える称名念仏を日本において記録上初めて実践したのは、10世紀平安中期に活動した空也であるとされる。摂関家から一般大衆に至るまで幅広い層・ことに出家僧に向けてではなく世俗の者に念仏信仰を弘めたことも特徴である。後世では一遍に多大な影響を与えた。空也は人生半ばにして比叡山で天台座主・延昌から戒を受けているが、生涯超宗派的立場を保ち、ことにその思想基盤にはむしろ三論宗があるという説が唱えられている。
源信
空也から一世代遅れて10世紀末から11世紀初頭の平安後期に活動した天台宗の僧・恵心僧都源信は、日本の浄土教の祖と称され、法然や親鸞に大きな影響を与えた。
良忍
称名念仏の流れは、平安時代末期に、融通念仏の祖の良忍に受け継がれ、その後の融通念仏宗では「南無阿弥陀仏」と称え、「大念仏」という。
法然
平安時代末期から鎌倉時代初期にかけて、「南無阿弥陀仏」をひたすら称える「専修念仏」の教えを説いた。後に法然は、浄土宗の開祖と定められる。法然の説く念仏は、阿弥陀仏の本願（第十八願『念仏往生の願』）を信じて「南無阿弥陀仏」と仏の御名を称えれば、善人、悪人、老若男女、貧富の別なく、すべての衆生を救うと誓われた阿弥陀仏によって、臨終には阿弥陀仏をはじめ観音菩薩、勢至菩薩や極楽の聖衆が来迎（らいこう）し、極楽浄土へ迎え入れ、彼の地に往生することが出来ると説いた。
また、この阿弥陀仏の選択本願の念仏は、臨終間際の悪人が善知識の勧めによってただの一遍称えただけでも救われると説く一方で、念仏の教えを信じる人は平生（普段から）より一生涯念仏を称え続けることが、阿弥陀仏の本願に順ずる事であると説き、法然は自らも日に六万遍、七万遍の念仏を称えたと伝えられている。
また、門弟の中に、一念義等の邪義を説くものが出たおりには浅ましき僻事（いつわり）であると、その間違いを世に示した。自らが著した『選択本願念仏集』で阿弥陀仏の選択本願念仏を詳しく説き示し、親鸞などの限られた弟子達にそれを授け、正しい念仏の教えを説いた。
一方、日本中世の体制仏教を顕密体制ととらえる歴史学の立場から、法然の専修念仏思想は、称名念仏を末代の唯一の往生行ととらえ、衆生の平等性を主張し、称名念仏しかできない民衆に威厳を与えるものであったする見解もある。

親鸞
『選択本願念仏集』において明らかにされた本願念仏の教えは、法然の弟子である親鸞にも受け継がれる。後に親鸞は、浄土真宗の宗祖と定められる。
親鸞は名号を「疑いなく（至心）我をたのみ（信楽）我が国に生まれんと思え（欲生）」という阿弥陀仏からの呼びかけ（本願招喚の勅命）と理解し、この呼びかけを聞いて信じ順う心が発った時に往生が定まると説いた。そして往生が定まった後の称名念仏は、「我が名を称えよ」という阿弥陀仏の願い（第十八願）、「阿弥陀仏の名を称えて往生せよ」という諸仏の願い（第十七願）に応じ、願いに報いる「報恩の行」であると説く。そのことを「信心正因 称名報恩」という。念仏を、極楽浄土へ往生するための因（修行・善行）としては捉えない。
法然の専修念仏思想を発展させ、称名念仏を末代の唯一の仏法と主張し、当時の顕密仏教における階層的宗教秩序に批判的であったとする意見もある。
一遍
法然の弟子である証空の法系（西山義）を学び、融通念仏にも関係し、後に時宗を開いた一遍は、「阿弥陀仏の本願力は阿弥陀仏への信・不信を問わず一切の衆生を救済する」という考えから、“南無阿弥陀仏”の名号に「自らの往生を喜び他の人にも往生が定まっていることを知らせる」という役割を見出した。また一遍とその弟子は賦算と踊念仏を行いながら諸国を遊行した。
真盛
室町時代に天台宗から生じた天台真盛宗は、円戒と称名念仏を主にしている。